# 顏我揚
顏我揚，臺灣澎湖廳西嶼澳小池角人士，清朝秀才，清領時期首位拜官入仕的澎湖人。

## 生平
小池角顏氏來自金門島的金寧賢聚，南明永曆末期顏晉周與顏晉仲兄弟相偕徙入澎湖漁翁島，顏晉周卜居緝馬灣（今赤馬村），而顏晉仲（1618年－1672年，又名顏福）則為小池角開基初祖。《澎湖志略》載顏我揚為小池角人，殆為顏晉仲後裔。
顏我揚赴往臺灣縣補弟子員，康熙四十六年（1707年）自縣學畢業（即歲貢，雅稱歲進士），獲得候補官員的資格。雍正五年（1727年），選授擔任福建省汀洲府歸化縣訓導。顏我揚擔任訓導三年，不曾接受學生贈送的贄禮。顏我揚嘗言士人在世，首重品行，文章詞藻不過枝葉功夫，若品行不良，縱能寫出優秀的文章，卻也無益身心與政途，殊無可取之處。雍正八年（1730年），顏我揚告假返鄉，作育鄉里英才。時人若談論澎湖士人品學兼優者，必言及顏我揚。除此之外，顏我揚更是澎湖在清領時期第一位拜官踏入仕途的文士。
今澎湖縣西嶼鄉池西村有一口「西井腳」，相傳顏我揚考取秀才時曾在此豎立旗桿，後人為表飲水思源，便在此處鑿井，即「西井」。

## 親屬
- 顏起浩，小池角人；我揚之兄也。鄉黨稱其正直無私。解紛息訟，有王彥方之風。兄弟友愛，至老怡怡。康熙四十九年，台灣令張宏舉鄉飲賓，稱為齒德兼優云。